# Nguyễn Tiến Hiếu
Nguyễn Tiến Hiếu (ur. 2004) – wietnamski zapaśnik walczący w stylu klasycznym. Srebrny medalista mistrzostw Azji Południowo-Wschodniej w 2022 roku.